# De/Vision
De/Vision és un grup alemany de synthpop. El 1988 van començar com un quartet, format per Thomas Adam, Steffen Keth, Stefan Blender i Markus Ganssert. El nom De/Vision és un joc de paraules. La majoria de les lletres de les seves cançons són en anglès, però també tenen algunes cançons escrites en alemany. Markus va abandonar la banda l'any 2000, el mateix any en què Steffen va començar un projecte paral·lel com a vocalista amb Green Court, anomenat 'Green Court featuring De/Vision'. Thomas Adam i Steffen Keth són els actuals membres de De/Vision i treballen amb la discogràfica Popgefahr Records. Des de 1994 De/Vision ha llançat un nou àlbum d'estudi cada any i mig aproximadament.

## Formació
- Thomas Adam, teclat, lletres, veu
- Steffen Keth, cantant, compositor

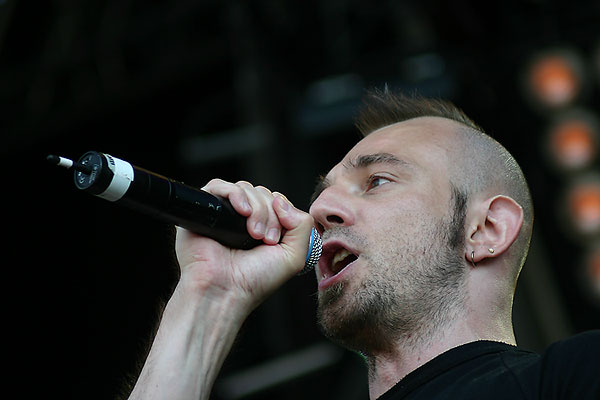
Steffen Keth

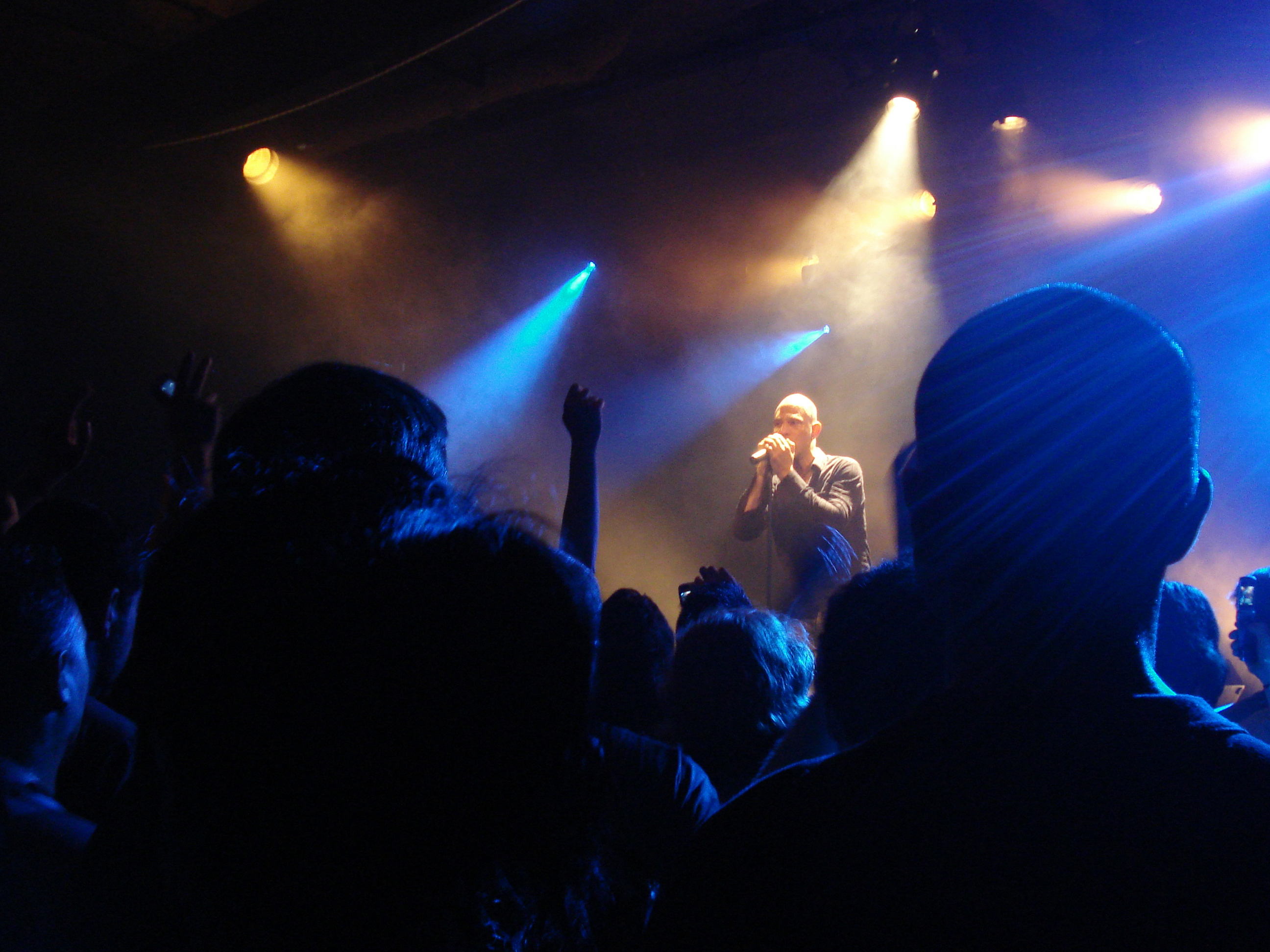
De/Vision en viu a Buenos Aires al febrer de 2008.

- Markus Ganssert (antic membre 1988 - 2000)
- Stefan Blender - (antic membre 1988 - 1990)

## Discografia
- Àlbums
  - World without End (1993)
  - Unversed in Love (1995)
  - Fairyland (1996)
  - Monosex (1998)
  - Void (1999)
  - Two (2001)
  - Devolution (2003)
  - 6 Feet Underground (2004)
  - Subkutan (2006)
  - Noob (2007)
  - Popgefähr (2010)
  - Rockets & Swords (2012)
  - 十三 (2016)

- Reedicions, compilacions, remescles i en viu
  - Antiquity (1995)
  - Fairylive (1997)
  - Zehn (1998)
  - Unplugged (2002)
  - Remixed (2002])
  - Live '95 & '96 (2002)
  - Devolution Tour - Live (2003)
  - Best Of (2006)
  - Da Mals (2007)
  - Popgefahr - The Mix (2011)
  - Strange Days (2013)
  - Instrumental Collection Boxes (2014)
  - Unfinished Tape Sessions (2014)

- Singles I EP
  - Your Hands on my Skin(1990)
  - Boy on the Street (1992)
  - Try to Forget (1992)
  - Dinner Without Grace (1993)
  - Love Me Again (1994)
  - Blue Moon (1995)
  - Dress Me When I Bleed (1995)
  - Sweet Life (1996)
  - I Regret (1996)
  - We fly... Tonight (1998)
  - Strange Affection (1998)
  - Hear Me Calling [unreleased promo] (1999)
  - Foreigner (1999)
  - Freedom (2000)
  - Heart-shaped Tumor (2001)
  - Lonely Day (2002)
  - Drifting Sideways (2003)
  - Digital Dream (2003)
  - I Regret '03 (2003)
  - I'm Not Dreaming of You/Unputdownable (2004)
  - Turn Me On (2004)
  - The End [promo] (2006)
  - Love Will Find a Way (2006)
  - Flavour Of The Week (2007)
  - Rage/Time To Be Alive (2010)
  - Twisted Story (2011)
  - Brotherhood Of Man (2012)
  - Kamikaze (2012)
  - Brothers In Arms (2014)
  - Who I Am (2016)

- DVD
  - Unplugged And the Motion Pictures [PAL] (2003)
  - Pictures of the Past [NTSC] (2003)
  - 25 Years Best Of Tour (2014)

## Curiositats
El grup espanyol OBK va llançar l'any 2001 la seva pròpia versió de Strange Affection. La varen anomenar "A Ciegas" i està inclosa al seu àlbum "Extrapop"